# J.A.R. (Jason Andrew Relva)
「J.A.R. (Jason Andrew Relva)」（J.A.R.）は、アメリカのロックバンド、グリーン・デイの楽曲。バンドのシングルとして発売された。また、ビルボードのホット・メインストリーム・ロック・トラックスチャートで17位を記録している。
作詞はマイク・ダーント、作曲はグリーン・デイ。

## 概要
マイクによるベースのイントロではじまり、トレ・クールによるドラム、ビリー・ジョー・アームストロングによるエレキギターなども演奏され、バンドサウンドのアレンジになっている。バンドのコンピレーション・アルバム『インターナショナル・スーパーヒッツ!』にも収録されている。
なお、タイトルの「Jason Andrew Relva」とは、マイクの古くからの友人の名前で、1992年4月18日に交通事故で死去した。この曲は、彼について歌ったものである。また、マイクは左腕に彼と同じタトゥーを入れている。